# Люилье де Оф, Франсуа
Франсуа Люилье (фр. François L'Huillier; 1759—1837) — французский военный деятель, дивизионный генерал (1811 год), барон (1808 год), участник революционных и наполеоновских войн.

## Биография
19 марта 1779 года в возрасте 20 лет поступил на военную службу солдатом пехотного полка Короля. Под началом маркиза де Буйе принимал участие в боевых операциях войны за независимость Соединённых Штатов, в том числе в захвате островов Тобаго, Синт-Эстатиус, Сен-Мартен, Сен-Кристоф и Монтсеррат. В 1783 году возвратился во Францию и 8 сентября 1786 года вышел в отставку. 23 января 1787 года в Сен-Боне-ан-Брес женился на Марии Клерк (фр. Marie Clerc).
10 сентября 1793 года был сформирован 8-й батальон волонтёров департамента Сона и Луара, также называемый батальоном Луана. 2 октября 1793 года Люилье был избран подполковником и возглавил данный батальон. Принимал участие в кампаниях 1793-97 годов в составе Альпийской и Итальянской армий. 28 мая 1795 года стал командиром 13-го гренадерского батальона. 22 декабря 1795 года возвратился к службе в 8-м батальоне волонтёров, который 4 июня 1796 года вошёл в состав 85-й полубригады линейной пехоты. В сражении 17 ноября 1796 года при Риволи был ранен пулей в левую ногу и захвачен плен. Получил свободу в процессе обмена военнопленными 19 июня 1797 года. В 1798 году присоединился к Восточной армии Бонапарта и принял участие в Египетской экспедиции. Участвовал в захвате острова Гоцо возле Мальты. Сражался при Пирамидах, затем был отправлен в Александрию, откуда Мармон направил его в Розетту. Участвовал в битве при Абукире, затем был отправлен в Каир, а затем в лагерь Салахие, который покинул только после нарушения конвенции Эль-Ариша. Отличился в битве при Гелиополисе, где турки потерпели поражение. 27 апреля 1800 года был при взятии Каира.
23 сентября 1800 года произведён генералом Мену в полковники с назначением командиром 75-й полубригады линейной пехоты. 9 марта 1801 года 12-тысячный английский корпус под командованием генерала Аберкромби высадился возле Абукира. Люилье во главе 75-й полубригады двинулся ему навстречу и вступил в бой. 21 марта 1801 года был ранен около Александрии. После капитуляции французов 30 августа 1801 года возвратился во Францию. В августе 1803 года женился второй раз на Луизе Бюлью (фр. Louise Eléonore Bullioud), от которой имел сына.
29 августа 1803 года 75-я полубригада стала частью 3-й пехотной дивизии Леграна в военном лагере Сент-Омер под командой генерала Сульта. В 1804 году — член Избирательной коллегии департамента Сона и Луара. В 1805 году со своим полком присоединился к Великой Армии и участвовал в кампаниях 1805-07 годов. Отличился при Аустерлице, где получил огнестрельное ранение в правое бедро. В сражении при Хоффе 6 февраля 1807 года в течение нескольких часов упорно сражался против арьергарда российской армии и был ранен пулей в грудь.
10 февраля 1807 года награждён чином бригадного генерала и 1 апреля 1807 года назначен командиром 2-й бригады 1-й пехотной дивизии 3-го армейского корпуса маршала Даву. 30 марта 1809 года возглавил 3-ю бригаду той же дивизии, участвовал в Австрийской кампании, сражался при Экмюле, Вене и Ваграме, вновь подтвердив свою храбрость. После окончания боевых действий занимал пост военного коменданта Бремена, затем Любека.
31 июля 1811 года произведён в дивизионные генералы и направлен в Южную армию. 10 сентября 1811 года стал командующим 11-го военного округа в Бордо. 5 февраля 1812 года был назначен командиром резервной пехоты в Байонне, куда он перенёс свой штаб. С 7 августа по 7 октября 1812 года занимал пост коменданта цитадели Байонны. 13 декабря 1812 года возглавил 1-ю резервную дивизию Армии Испании. 11 марта 1814 года возвратился к обязанностям командующего 11-м военным округом и руководил эвакуацией Бордо. 6 апреля 1814 года во главе 2-тысячного отряда выдержал при Этольере бой против 2500 британских войск генерала Рэмзи. При первой Реставрации вышел 24 декабря 1814 года в отставку. Во время «Ста дней» присоединился к Императору и 21 мая 1815 года занял пост командующего 10-го военного округа в Тулузе. После второй Реставрации определён 26 июля 1815 года на половинное жалование и 1 января 1816 года вышел в отставку. Умер в Орлеане 8 мая 1837 года в возрасте 78 лет.
Император говорил о Люилье, что он был «ревностным и верным солдатом». Франсуа четырежды был тяжело ранен, а также отличился своей гражданской активностью (был мэром, затем администратором и прокурором Луанского округа).

## Воинские звания
- Солдат (19 марта 1779 года);
- Командир батальона (2 октября 1793 года);
- Полковник (23 сентября 1800 года, утверждён 5 июля 1802 года);
- Бригадный генерал (10 февраля 1807 года);
- Дивизионный генерал (31 июля 1811 года).

## Титулы
- Барон Офф и Империи (фр. baron Hoff et de l'Empire; декрет от 19 марта 1808 года, патент подтверждён 26 октября 1808 года в Париже)[2][3].

## Награды
Легионер ордена Почётного легиона (11 декабря 1803 года)
 Офицер ордена Почётного легиона (14 июня 1804 года)
 Коммандан ордена Почётного легиона (25 декабря 1805 года)
 Кавалер ордена Железной короны (12 января 1807 года)
 Кавалер Военного ордена Святого Людовика (14 ноября 1814 года)
 Великий офицер ордена Почётного легиона (17 января 1815 года)